# Hans Nawiasky
Hans Nawiasky (* 24. August 1880 in Graz, Österreich-Ungarn; † 11. August 1961 in St. Gallen) war ein österreichischer Staatsrechtler und Hochschullehrer. Er gilt als einer der Väter der Verfassung des Freistaates Bayern von 1946 und auch des Grundgesetzes. Das Grundrecht der Unantastbarkeit der Menschenwürde als Grundrecht (Artt. 1 GG, 100 bayVerf) geht auf seinen Einfluss in den Beratungen zurück.

## Leben und Werk
Johannes „Hans“ Nawiasky, Sohn des Opernsängers Eduard Nawiasky, entstammt väterlicherseits einer jüdischen Familie in Kaunas. Die Mutter Malwine war die Tochter eines Wiener Professors an der Handelsakademie. Wegen eines Engagements seines Vaters zog die Familie nach Frankfurt um, wo Nawiasky seine Schuljahre verbrachte.:S. 249
Nawiasky studierte in Berlin und Wien und  promovierte 1902 bei dem der Schule Carl Mengers (1840–1921) zuzurechnenden österreichischen Ökonomen Eugen Philippovich (1858–1917) mit einer staatswissenschaftlichen Arbeit über „Die Frauen im österreichischen Staatsdienst“. Im Jahr 1909 habilitierte er sich mit einer verwaltungsrechtlichen Arbeit.:S. 250 Nawiasky nahm 1910 als Privatdozent seine Lehrtätigkeit an der Universität Wien auf. Vier Jahre später wurde er durch Zuerkennung einer Titular-Professur an die Ludwig-Maximilians-Universität München umhabilitiert, und 1919 wurden ihm Titel und Rang eines außerordentlichen Professors verliehen.
Im Jahr 1920 begründete Hans Kelsen (1881–1973) seine reine Rechtslehre, die Nawiasky später weiter ausprägte. 1922 wurde er zu einem „etatmäßigen außerordentlichen Professor für Staatsrecht mit der Verpflichtung zur Abhaltung von Vorlesungen über Verwaltungsrecht, insbesondere Finanz- und Arbeitsrecht, Verwaltungslehre und österreichisches öffentliches Recht“ ernannt. Er wurde 1928 zum Ordinarius ernannt. Ein Jahr später wurde er Erster Direktor des neu gegründeten Instituts für Reichs- und Landesstaats- und Verwaltungsrecht. Die Stadt München verdankt ihm den Aufbau einer Verwaltungsakademie. Wenig später wurde er der wichtigste Berater der Bayerischen Staatsregierung in staatsrechtlichen Fragen. In den Jahren 1928 bis 1930 war er Mitglied des Verfassungsausschusses der Länderkonferenzen. Verschiedene Mal vertrat er Bayern vor dem Staatsgerichtshof für das Deutsche Reich.:S. 250
Anlässlich der Machtergreifung kam es zu einem Überfall auf Nawiaskys Wohnung in München, was ihn und seine Familie unverzüglich zur Emigration in die Schweiz veranlasste, wo er als Bewunderer der dortigen direkten Demokratie schon früh Kontakte und wohin er in Vorahnung der Schwierigkeiten bereits Geld transferiert hatte.:S. 251 Nach seiner Vertreibung durch die Nationalsozialisten lehrte Nawiasky an der Handelshochschule in St. Gallen, erst in Form eines Extraordinariates, sodann als Ordinarius. Größtes Gewicht in Fachkreisen erlangt die Entwicklung einer allgemeinen Rechtslehre und einer allgemeinen Staatslehre, in der der Staat komplementär als Idee, als soziale Tatsache und als rechtliches Phänomen betrachtet wird.
Nawiasky konnte 1946 durch die Bemühungen des vormals ebenfalls im Schweizer Exil lebenden zweiten Nachkriegsministerpräsidenten Bayerns, Wilhelm Hoegner, nach München zurückkehren. 1947 nahm er seine Lehrtätigkeit als Professor für öffentliches Recht, insbesondere Verfassungsrecht, an der Universität München wieder auf, ohne seine Lehrtätigkeit in St. Gallen aufzugeben,:S. 253 wo er erst zum Ende des Wintersemesters 1954/55 emeritiert und gleichzeitig zum Honorarprofessor ernannt wurde. Er spielte eine zentrale Rolle bei der Wiederherstellung Bayerns und der Ausarbeitung der Bayerischen Verfassung vom 2. Dezember 1946. 1948 beteiligte sich Nawiasky an den Arbeiten des Herrenchiemseer Konvents bei der Vorbereitung des Grundgesetzes.:S. 254 Sein Vorschlag eines Grundrechtekatalogs mit Konzentration auf traditionelle Freiheitsrechte ging weitestgehend unverändert zunächst in die Entwurfsfassung der neuen deutschen Verfassung und anschließend in das Grundgesetz ein. Sein Beitrag zu einem überpositiven Recht griff in die Debatte ein, die in der nationalsozialistischen Entartung des Rechts eine Folge des Positivismus vermutet.
Nawiasky starb am 11. August 1961 an den Folgen eines Schlaganfalls. Er war bis zu seinem Tod wissenschaftlich tätig.:S. 254

## Ehrungen
- 1953: Großes Verdienstkreuz der Bundesrepublik Deutschland
- Im Münchner Stadtbezirk 16 Ramersdorf-Perlach ist eine Straße und eine Bushaltestelle nach ihm benannt

## Bibliographie (Auswahl)
- Die Frauen im österreichischen Staatsdienst. (= Wiener staatswissenschaftliche Studien. Bd. 4.1). Wien 1902. VIII, 246 S.
- Deutsches und österreichisches Postrecht. Der Sachverkehr. Ein Beitrag zur Lehre von den öffentlichen Anstalten. Bd. 1: Die allgemeine Rechtsstellung der Post. Wien 1909. 282 S.
- Der Bundesstaat als Rechtsbegriff. Tübingen 1920. XII, 254 S.
- Die Grundgedanken der Reichsverfassung. (= Die innere Politik). Bd. 3. München 1920. 164 S.
- Grundprobleme der Reichsverfassung. T. 1: [mehr nicht erschienen] Das Reich als Bundesstaat. Berlin 1928. XII, 200 S.
- Der Sinn der Reichsverfassung. München 1931. 16 S.
- Staatstypen der Gegenwart. (= Veröffentlichungen der Handelshochschule St. Gallen. Reihe A. Bd. 9). St. Gallen 1934. 208 S.
- Allgemeine Rechtslehre als System der rechtlichen Grundbegriffe. Einsiedeln 1941. XVI, 272 S. – 2., durchgearb. u. erw. Aufl. 1948. XX, 314 S.
- Allgemeine Staatslehre. Einsiedeln 1945–1958.
  - Tl. 1: Grundlegung. 1945. XII, 180 S.
  - Tl. 2.1: Staatsgesellschaftslehre. Volk, Gebiet, Zweck, Organisation. 1952. XIV, 288 S.
  - Tl. 2.2: Staatsgesellschaftslehre. Staatsfunktionen, Staatsmittel, Staatsgewalt, Staatsleben, Staatenwelt. 1955. XII, 220 S.
  - Tl. 3: Staatsrechtslehre. 1956. XIV, 176 S.
  - Tl. 4: Staatsideenlehre. 1958. 172 S.
- Die Grundgedanken des Grundgesetzes für die Bundesrepublik Deutschland. Systematische Darstellung und kritische Würdigung. Stuttgart 1950. XII, 138 S.